# Ymir (satélite)
Ymir (pronunciado [ˈɪmɪr] IM-irr) o Saturno XIX es el quinto satélite irregular más grande de Saturno con movimiento retrógrado. Fue descubierta por Brett J. Gladman en 2000 y se le dio la designación provisional de S/2000 S 1.  Fue nombrada en agosto de 2003 a partir de la mitología nórdica, donde Ymir es el ancestro de todos los Jotuns o gigantes de hielo.
De las lunas que emplean más de 3 años en orbitar a Saturno, Ymir es la mayor. Tiene 18 km de diámetro y tarda 3,6 años terrestres en completar un giro completo al gigante gaseoso.